# Mixed spice

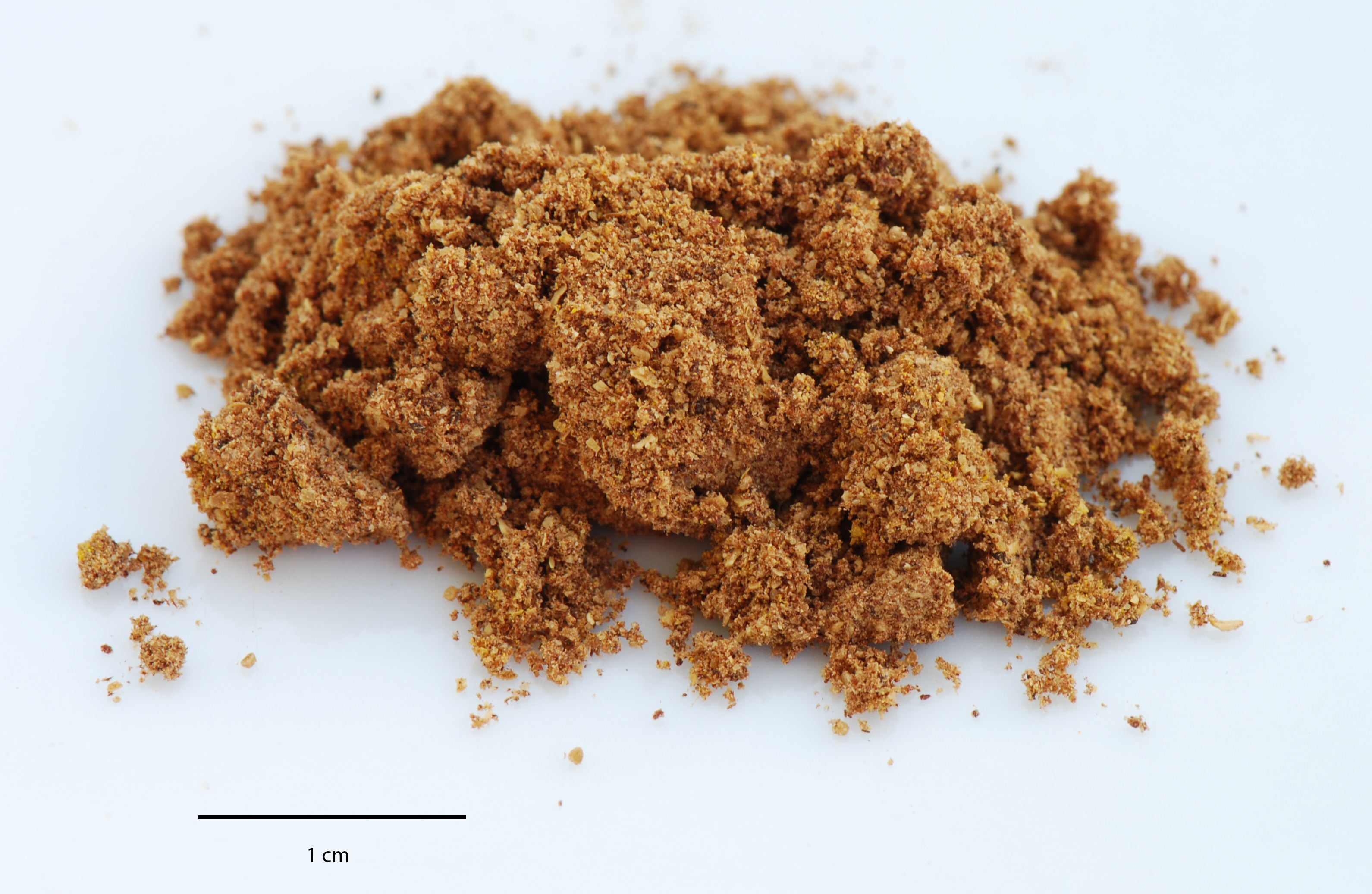
Un échantillon de mixed spice.

Le mixed spice (« mélange d'épices »), aussi appelé pudding spice, est un mélange d'épices sucrées britannique. La saveur est dominée par la cannelle, la noix de muscade et le quatre-épices. Il est souvent utilisé en pâtisserie, ou pour donner plus de goût aux fruits et autres aliments sucrés.

## Origine
Le terme mixed spice apparaît dans les livres de cuisine en 1828 et ce mélange était probablement utilisé plus tôt encore.

## Épices similaires
Le mixed spice est similaire au pumpkin pie spice (« épice de la tarte à la citrouille ») utilisé aux États-Unis.
Le mixed spice ressemble aussi beaucoup au mélange d'épices néerlandais appelé koekkruiden ou speculaaskruiden, qui est principalement utilisé pour épicer la nourriture associée à la fête de la Saint-Nicolas célébrée le 5 décembre.

## Ingrédients
Le mixed spice contient typiquement :
- de la cannelle (ou de la casse),
- de la noix de muscade
- du piment de la Jamaïque.

Il peut aussi contenir, ou on peut lui ajouter :
- du giroflier,
- du gingembre,
- des graines de coriandre,
- du carvi,
- du piment de Cayenne[2],[3],
- du macis.